# フィルダウス・カスマン
モハマド・フィウダウス・ビン・カスマン（Mohammad Firdaus bin Kasman、1988年1月24日 - ）は、ウォリアーズFCに所属するシンガポールのサッカー選手。シンガポール代表で、ポジションはMFである。

## タイトル

### 代表
シンガポール
- 東南アジアサッカー選手権: 2012